# Експедиція Шеклтона — Роветта
Експедиція Шеклтона — Роветта 1921–1922 років (англ. The Shackleton-Rowett Expedition), відома також як Експедиція «Квесту» (англ. Quest Expedition) — третя і остання самостійна антарктична експедиція сера Ернеста Генрі Шеклтона, яку спонсорував підприємець Джон Куіллер Роветт. Спочатку планувалося дослідження Моря Бофорта, але канадський уряд відмов у фінансовій підтримці. Це призвело до радикальної зміни мети експедиції. Похід в Антарктиду став у значній мірі імпровізацією, яка не мала конкретного напрямку. Ще до початку основного етапу експедиції помер Ернест Генрі Шеклтон. Френк Вайлд, який замінив Шеклтона, не зумів пробитися на малопотужному судні через пакові льоди, після чого Роветт віддав наказ про повернення. Головним чином, експедиція має історичне значення, на думку біографів Шеклтона — Марджері і Джеймса Фішерів: «експедиція позначила межу між „героїчною“ і „механічною“ епохами освоєння Антарктики». Протягом семи років після її закінчення, не проводилося жодного нового походу в антарктичний регіон.

## Передісторія
Після безславного закінчення Імперської трансантарктичної експедиції, здійснивши коротке лекційне турне по США, Шеклтон 29 травня 1917 р. повернувся до Лондона. За віком він не підлягав призову, до того ж, страждав серцевим захворюванням, але прагнув потрапити в армію і неодноразово направляв клопотання відправити його на Західний фронт. У жовтні 1917 року він був призначений головою дипломатичної місії, яка повинна була переконати уряди Аргентини і Чилі вступити у війну на боці Антанти. Спроба закінчилася невдачею, і в квітні 1918 року Шеклтон повернувся на батьківщину. Незважаючи на невдачу, Шеклтона направили на Шпіцберген для дослідження можливості британської анексії архіпелагу: місія проводилася під виглядом геологічної експедиції. По дорозі в Арктику, Шеклтон зліг у місті Тромсе, де у нього стався серйозний серцевий напад. Оскільки місія на Шпіцберген не відбулася, Шеклтону дали тимчасовий чин майора і відправили у складі військової місії в Мурманськ. Служба на других ролях не задовольняла його, в одному з листів він скаржився, що «не може знайти себе, якщо не перебуває серед бурі в диких землях». У лютому 1919 року Шеклтон повернувся до Лондона з проектом освоєння природних ресурсів Північної Росії в кооперації з місцевим білим урядом. Провал іноземної інтервенції привів до краху і цих планів. За участь в інтервенції він був зведений в гідність офіцера Ордена Британської імперії. Шеклтону довелося виступати з публічними лекціями про свої подорожі, щоб заробити на життя і розрахуватися з величезними боргами, які він мав за попередню експедицію. Взимку 1919–1920 років він протягом п'яти місяців по шість днів на тиждень виступав з лекціями, даючи їх двічі на день. У грудні 1919 року вийшла його книга «Південь», у якій описаний хід Імперської трансантарктичної експедиції. Незважаючи на відчайдушне фінансове становище, у 1920 році Шеклтон почав розробляти плани нової полярної експедиції.

## Початковий план

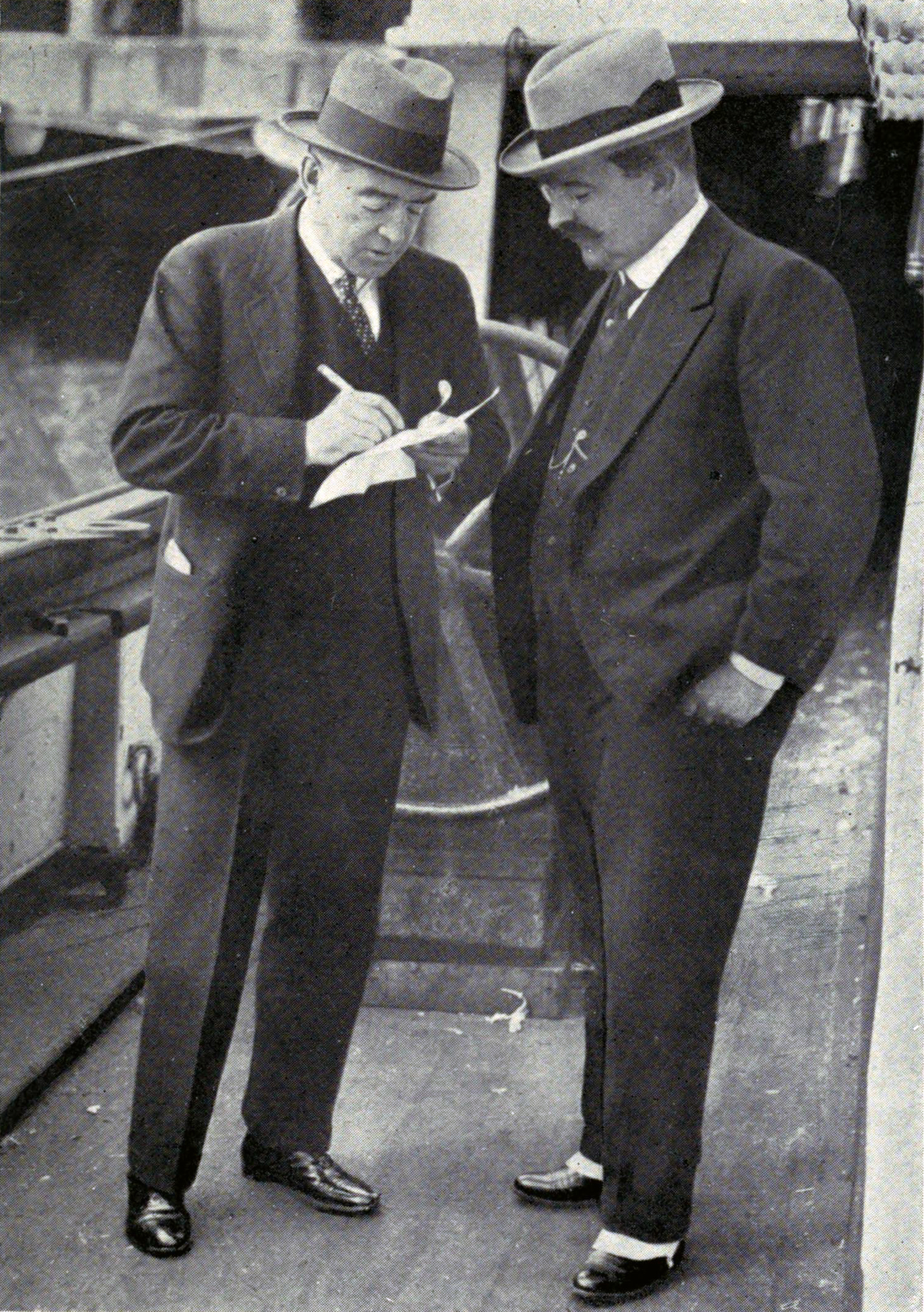
Шеклтон (ліворуч) і Роветт

Шеклтон вирішив перенести свою діяльність в Арктику, а саме в недосліджений район Моря Бофорта, на північ від Аляски, і на захід від Канадського Арктичного архіпелагу. Шеклтон поділяв переконання, що десь у цьому районі є невідкрита суша, яка викликає як науковий, так і економічний інтерес. Він також розраховував дійти до арктичного полюса недоступності, що розташований в цьому районі. У березні 1920 року план Шеклтона був схвалений Королівським географічним товариством і підтриманий канадським урядом. Шеклтон розрахував, що бюджет експедиції складе 50 000 фунтів стерлінгів.
Наприкінці 1920 року Шеклтон відновив дружбу зі своїм шкільним приятелем — Джоном Куіллером Роветтом, який розбагатів на виробництві спирту. Він виділив Шеклтону необхідну суму, на яку у січні 1921 року дослідник зміг купити норвезьке китобійне судно «Foca I», придбати необхідне спорядження і почав наймати екіпаж.
Ще в травні 1920 року у Канаді змінився уряд, новий прем'єр-міністр Артур Мейґен відмовив у фінансовій підтримці експедиції. Роветт переконав Шеклтона не скасовувати запланований похід, а натомість, запропонував змінити його мету — відтепер плани були переорієнтовані на Антарктиду. Вперше про це Шеклтон написав доктору Макліну, який знаходився у Канаді і мав придбати їздових собак. Тепер планувалася широка програма розвідки і картографування узбереж, океанографічних досліджень і розвідки корисних копалин.

## Підготовка і спорядження

### Нові цілі

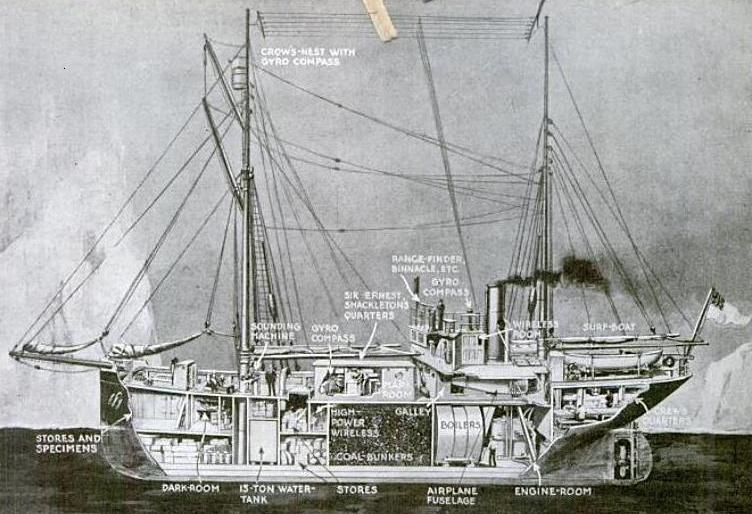
Поперечний розріз судна «Квест». Діаграма з випуску журналу «Popular Science», жовтень, 1921 рік

До червня 1921 року, Шеклтон представив план комплексної океанографічної експедиції у Південному океані, що передбачає плавання навколо всього Антарктичного материка і картографування близько 2000 миль (3200 км.) узбереж, які ще не були відомі дослідникам. Програма включала відвідування та картографування маловідомих островів і перевірку існування «островів-примар», таких як Доґерті, архіпелаг Німрод та Туанакі, а також розвідку корисних копалин. Також Шеклтон збирався досліджувати дно океану навколо острова Гоф, щоб з'ясувати природу «підводних структур, що зв'язують Африку і Південну Америку».. На думку біографів Шеклтона, даний план був занадто амбіційним для маленької експедиції тривалістю в два роки і був, швидше за все, імпровізацією.

### Спорядження
Шеклтон ніколи не був противником технічного прогресу, тому згодом експедиція описувалася як провісниця «механічної ери» полярних дослідженнях. Шеклтон взяв у експедицію літак «Avro Antarctic Baby» (який так і не був використаний), кілька повітряних куль-зондів для дослідження атмосфери, а на судні «Квест» було використано безліч технологічних нововведень. Так, спостережний майданчик («вороняче гніздо») мав електричне опалення, костюми вахтових були забезпечені електропідігрівом, у команди був бездротовий телеграф, гірокомпас, гідрофон, а також «одограф» (курсометр). Експедиція була забезпечена великою кількістю кіно- та фотокамер. Все це стало можливим лише завдяки щедрості Роветта, який врешті-решт взяв на себе всі витрати, що склали близько 100 000 фунтів стерлінгів. Експедиція на судні «Квест» була єдиною у свій час, яка повернулася додому без заборгованостей.

### Експедиційне судно
У березні 1921 року Шеклтон перейменував своє судно в «Quest» (укр. «Пошук»). Це було дуже маленьке судно водотоннажністю 214 тонн, довжиною 111 футів (33 м), оснащене допоміжним паровим двигуном, що забезпечує швидкість у 5 вузлів. Побудовано його було у 1917 році. Судно було погано пристосоване для далеких плавань: мало малий запас провіанту і палива, було складним в управлінні і хитким. Незважаючи на певні зручності для екіпажу, судно абсолютно не підходило для експедиції з настільки складними завданнями, і тому кожен захід у порт завжди починався з ремонту.

### Команда

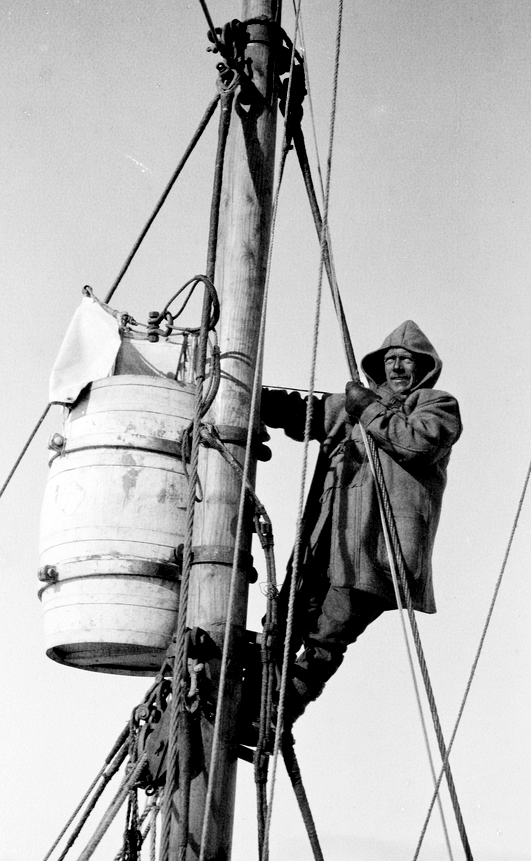
Френк Вайлд забирається у «вороняче гніздо»

Хоча в газеті «Times» і писали, що «Шеклтон планує взяти з собою 12 осіб, в основному тих, хто вже супроводжував його», але насправді з 20 осіб команди, полярний досвід мали всього 8. Проте це були полярні ветерани. Так, боцман Делл плавав ще на «Діскавері» у 1901–1904 роках. З деякими ветеранами Імперської транантарктичної експедиції Шеклтон не розрахувався до 1921 року, але вони все рівно були готові супроводжувати його.
Для Френка Вайлда, старшого помічника командира, це була вже четверта антарктична експедиція, і третя, здійснена разом з Шеклтоном. Капітаном «Квесту» став колишній капітан «Ендьюренс» Френк Ворслі. Ветеранами були два лікарі Олександр Маклін і Джеймс Макілрой, метеоролог Леонард Хассі, машиніст Альфред Керр, матрос Том Маклеод і кок Чарлз Грін. Шеклтон хотів взяти і Томаса Кріна, але той пішов у відставку з флоту і відмовився від запрошення.
Пілот Родерік Карр, який керував літаком «Avro Baby», був представником Королівських військово-повітряних сил Нової Зеландії. З Шеклтоном вони познайомилися у Мурманську, потім Карр служив у військово-повітряних силах Литви. Оскільки літак не використовувався, Карр, в основному, асистував як судновий учений. Шефом наукового загону був австралієць Г'юберт Вілкінс, в загін входив також канадський геолог Вайберт Дуґлас.
Двоє членів команди були бойскаутами: газета «Daily Mail» влаштувала конкурс, в якому брали участь 1700 скаутів. Переможці Норман Муні і Джеймс Меррі були зараховані до складу команди, причому Муні зійшов на берег на острові Мадейра, не витримавши морської хвороби, а 18-річний Меррі пропрацював до кінця експедиції і заслужив схвальні відгуки Шеклтона і Вайлда.

## Хід експедиції

### Плавання на південь

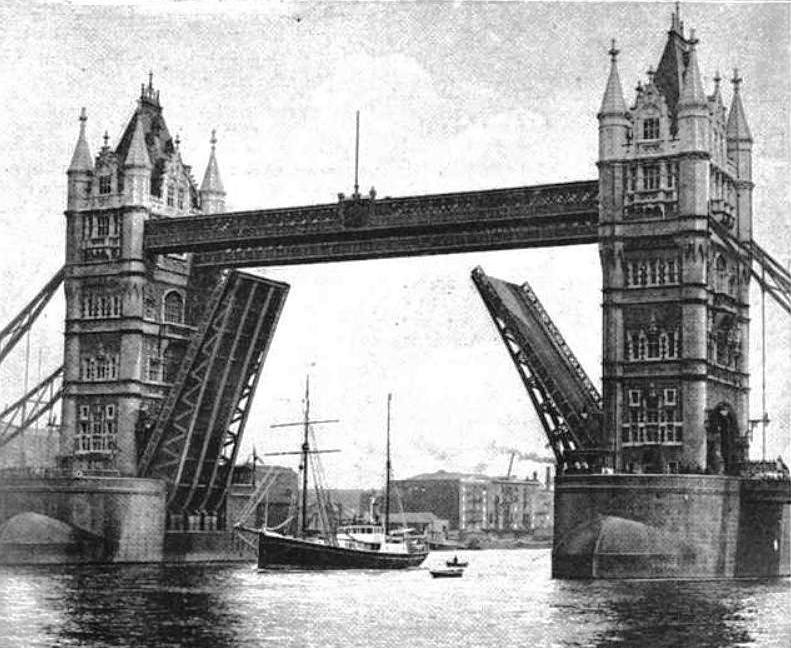
«Квест» пропливає під Тауерським мостом, 17 вересня 1921 року

17 вересня 1921 року, «Квест», який стояв у лондонському доці Сент-Кетрін, відвідав король Георг V, після чого судно пішло вниз по Темзі, збираючи натовпи проводжаючих на кожній набережній і на кожному мості. Шеклтон спочатку збирався йти в Кейптаун, відвідавши по дорозі найважливіші острови Південної Атлантики. З Кейптауна «Квест» повинен був рушити до Землі Ендербі на узбережжі Антарктиди і досліджувати узбережжя Землі Коутса у Морі Ведделла. Виконавши програму, експедиція повинна була відвідати Південну Джорджию і повернутися в Кейптаун на зимівлю, для ремонту і доукомплектування на другий сезон роботи. Ці плани були порушені вже на самому початку: серйозні вади у конструкції двигуна змусили зайти на тиждень у Лісабон, а потім зробити зупинки на Мадейрі і Островах Зеленого мису. Шеклтон був змушений відмовитися від графіка походу і повернув у Ріо-де-Жанейро для капітального ремонту. У Ріо-де-Жанейро «Квест» увійшов 22 листопада 1921 року.
Стоянка тривала чотири тижні: крім ремонту парової машини, довелося міняти пошкоджену стеньгу. Затримка означала, що перший сезон експедиції зірваний: не було часу йти в Кейптаун, де знаходилися запаси і устаткування, необхідне для плавання в оточенні люду. Шеклтон зважився на нестандартний крок, і дав наказ іти прямо на Південну Джорджию. Доктор Маклін у своєму щоденнику звернув увагу на те, що керівник експедиції явно не знав, що ж йому робити далі.

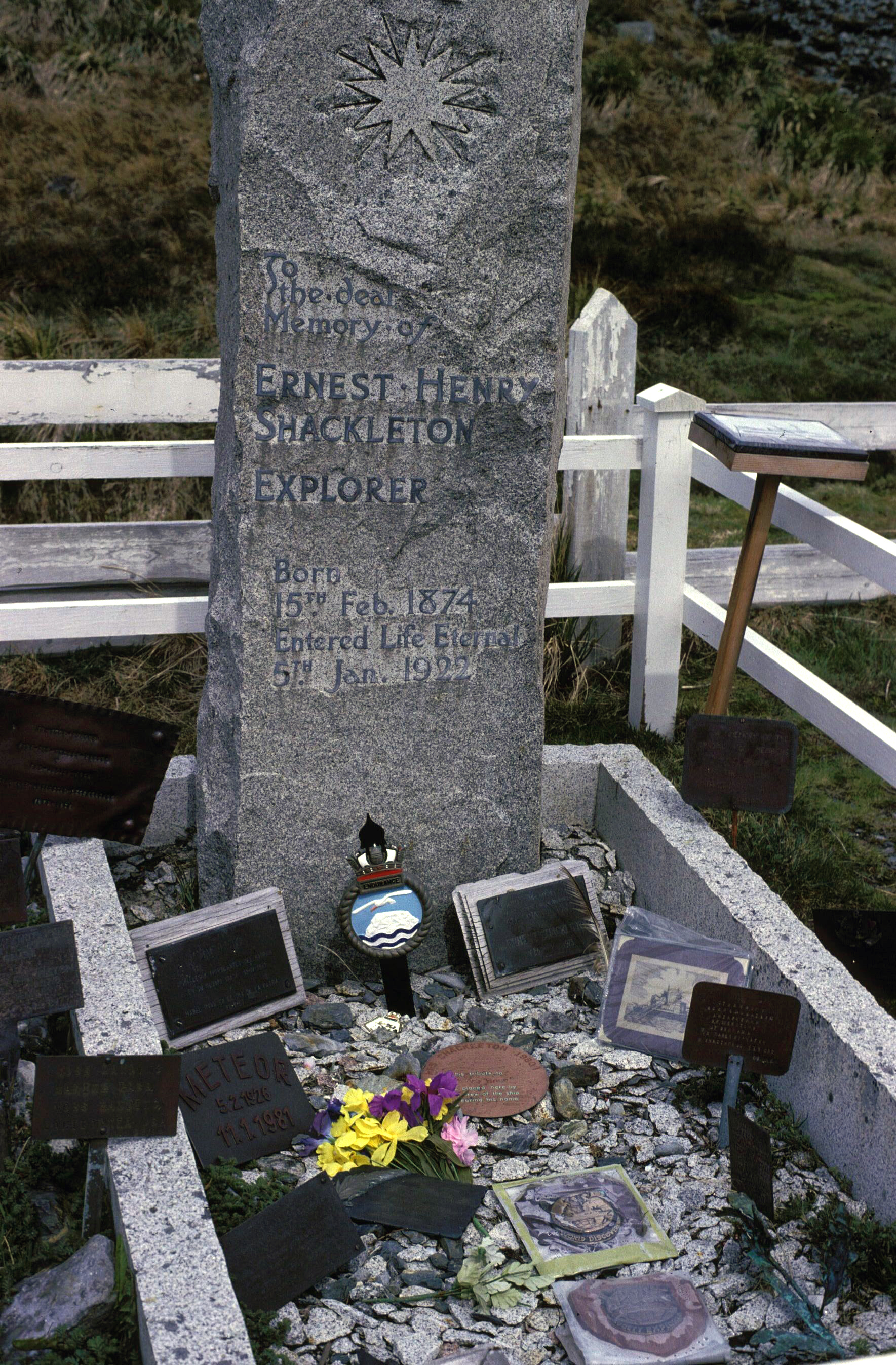
Могила Шеклтона у Грютвікені

17 грудня, за день до виходу з Ріо-де-Жанейро, у Шеклтона ймовірно стався серцевий напад, але він не дозволив Макліну оглянути себе, і наступного дня заявив, що почувається чудово. Після виходу в море члени команди помітили, що поведінка керівника експедиції різко змінилася, він щоранку приймав алкоголь, чого ніколи не робив раніше. Сильний шторм, що бушував до Нового року, не дозволив відсвяткувати Різдво і посилив пригніченість Шеклтона. 4 січня 1922 року «Квест» прийшов у Грютвікен. Шеклтон відвідав керівників китобійної бази і заявив Вайлду, що наступного дня команда буде святкувати відкладене Різдво. Однак рано вранці 5 січня 1922 року, з Шеклтоном трапився черговий напад, і він помер у віці 47 років. У висновку про смерть Маклін поставив діагноз «закупорка коронарних артерій на тлі серцевої недостатності», у сучасній термінології — коронарний тромбоз. Вайлд виступив перед командою і заявив, що експедиція буде продовжена. Метеоролог Л. Хассі 19 січня відправився разом з тілом Шеклтона у Монтевідео, де отримав телеграму леді Шеклтон з проханням поховати сера Ернеста в Грютвікені. Тільки 5 березня останки дослідника упокоїлися на Норвезькому кладовищі. Крім Хассі, нікого з підлеглих Шеклтона не було на похоронах: «Квест» ще перебував у дорозі. На могилі поставили простий дерев'яний хрест, а нині існуючий пам'ятник був встановлений у 1928 році.

## Плавання в льодах
Оскільки склади Південної Джорджії були в змозі забезпечити експедицію необхідними припасами, Вайлд вирішив діяти відповідно до планів Шеклтона. Він збирався відправитися на схід в напрямку острова Буве, за яким повинен був повернути до Антарктичного узбережжя, попутно дослідивши кілька островів-примар, про які повідомляв Джеймс Росс у 1841 році. Однак успіх цього плавання цілком залежав від льоду, вітру і хвиль.
18 січня «Квест» взяв курс на Південні Сандвічеві острови. Переобтяжене судно не справлялося з хвилями і черпало воду, невиправдано великою виявилася витрата палива. Довелося відмовитися від відвідування острова Буве, і повернути на південь. 4 лютого «Квест» опинився перед пругом пакового льоду. Вайлд ризикнув увійти в лід, незважаючи на падіння температури, і 12 лютого зміг досягти самої південної точки в цій експедиції: 69° 17' пд. ш. та 17° 09' з. д. Після цього, щоб не ризикувати судном, довелося поспішно відступати. 18 лютого була здійснена ще одна безуспішна спроба пробитися південніше, після чого «Квест» взяв курс на острів Слона. З 15 по 21 березня судно було заблоковане льодом, але 25 березня команда все ж таки добралася до острова. Вайлд хотів відвідати місце зимівлі попередньої експедиції, а також зловити достатню кількість морських слонів, щоб топити їх жиром паровий котел (в суміші з вугіллям). Жир був заготовлений, але до місця зимівлі так і не вдалося добратися через погану погоди. Завдяки попутному вітру, 6 квітня «Квест» повернувся на Південну Джорджію.

### Повернення
Провівши місяць у Грютвікені, 8 травня судно відправилося у Кейптаун. 20 травня «Квест» зайшов на Тристан-да-Кунью, де Мерр мав вручити прапор місцевої скаутської організації. Після п'ятиденної стоянки команда відвідала остров Неприступний і острів Солов'я, де були зібрані зооботанічні і геологічні зразки. 18 червня експедиція прибула в Кейптаун, де її членів зустрічали як тріумфаторів. Команду прийняв прем'єр-міністр Південно-Африканського союзу, Ян Сметс, безліч запрошень прислали місцеві товариства і організації. З приходом весни Вайлд мав наміри продовжити спроби пробитися на південь, але в Кейптаун прибув порученець Роветта з наказом перервати експедицію і повертатися. Відвідавши по дорозі острови Св. Єлени, Вознесіння і Сан-Вісенте, «Квест» увійшов в гавань Плімута 16 вересня 1922, рівно через рік після початку походу.

## Після експедиції
У звіті про експедицію Вайлд писав, що повернення пройшло тихо і непомітно, хоча його біограф Міллс стверджував, що в гавані експедицію зустрічала юрба. Доставлені експедицією наукові результати, були незначними, їх опублікували у вигляді додатків до звіту Вайлда. За словами Міллса, «цього явно недостатньо, щоб показати результати роботи, які були проведені протягом року». Головною причиною було те, що все антарктичне обладнання залишилося в Кейптауні. Вайлд хотів змінити мету походу і почати дослідження Землі Грема, але на Південній Джорджії не було нарт і їздових собак. Літак так і залишився розібраним в Кейптауні, основна радіостанція взагалі не працювала, запасна мала дальність передачі 250 миль (400 км) і її не можна було використати.
Біолог експедиції Вілкінс, став відомий як полярний льотчик, у 1928 році він перелетів через Арктику від мису Барроу до Шпіцбергена. У тому ж році він виконав перші польоти над Землею Грема в Антарктиді. У 1930-ті роки він невдало спробував долетіти до Південного полюса. Бойскаут експедиції Джеймс Меррі, брав участь у кількох австралійських антарктичних експедиціях. Пілот Карр, який так і літав під час експедиції, дослужився до звання повітряного маршала.